# Encalypta sandwicensis
Encalypta sandwicensis là một loài rêu trong họ Encalyptaceae. Loài này được Sull. mô tả khoa học đầu tiên năm 1859.